# Tiến lên Việt Nam ơi
"Tiến lên Việt Nam ơi" là một bài hát được sáng tác bởi ca sĩ kiêm sáng tác nhạc người Việt Nam Sơn Tùng M-TP. Được sáng tác bởi chính anh, bài hát được mô tả là bài hát cổ động cho đội tuyển bóng đá U-23 quốc gia Việt Nam thi đấu tại Đại hội Thể thao Đông Nam Á 2015. "Tiến lên Việt Nam ơi" chính thức được phát hành vào ngày 16 tháng 6 năm 2015, trước thềm trận bán kết giữa U-23 Việt Nam và U-23 Myanmar. Theo Sơn Tùng, anh rất cảm kích và phấn khích khi bài hát "Nắng ấm xa dần" của mình vang lên trên đấu trường SEA Games 28. Để bày tỏ tình cảm và sự cổ vũ của mình đến các vận động viên Việt Nam thi đấu tại Singapore, đặc biệt là đội tuyển U23, Sơn Tùng đã sáng tác "Tiến lên Việt Nam ơi". "Tiến lên Việt Nam ơi" đã được thêm vào album tuyển tập đầu tay của Tùng, m-tp M-TP (2017) ở vị trí thứ 9.
Bài hát được Sơn Tùng M-TP viết trong hai ngày. Phần sản xuất của bài hát sử dụng các chất liệu âm nhạc truyền thống của Việt Nam, bao gồm tiếng đàn tranh, làn điệu hát ru Bắc Bộ và Quan họ Bắc Ninh kết hợp với chất liệu EDM. Sau khi phát hành, bài hát đã nhận được đánh giá tích cực từ công chúng, bài hát được khen ngợi vì "giai điệu và tiết tấu sôi động, phù hợp với tinh thần cổ vũ đội tuyển Việt Nam."
Mặc dù không được quảng bá rộng rãi, "Tiến lên Việt Nam ơi" vẫn trở thành một trong những bài hát tiêu chuẩn và được liệt kê vào danh sách những ca khúc thích hợp nhất để chúc mừng đội tuyển Việt Nam theo Zing News ở vị trí số 2. Bài hát được lựa chọn để phát trong các trận đấu bóng đá của đội tuyển Việt Nam. Năm 2024, vận động viên tâng bóng nghệ thuật người Việt Đỗ Kim Phúc đã nhận lời mời từ Deportivo Alavés và La Liga mang bài hát này đến biểu diễn trong trận đấu giữa Deportivo Alavés và Atletico Madrid vào ngày 22 tháng 4.
Sơn Tùng M-TP đã biểu diễn trực tiếp bài hát tại đêm gala vinh danh các tuyển thủ U-23 Việt Nam diễn ra tại Sân vận động Quốc gia Mỹ Đình sau thành công tại Giải vô địch U-23 châu Á 2018.

## Lịch sử phát hành
| Quốc gia | Ngày                | Định dạng                       | Hãng đĩa            | Ng. |
| -------- | ------------------- | ------------------------------- | ------------------- | --- |
| Việt Nam | 16 tháng 5 năm 2015 | Phát trực tuyến                 | WePro Entertainment |     |
| Toàn cầu | 1 tháng 4 năm 2017  | Tải kỹ thuật số phát trực tuyến | M-TP Entertainment  |     |